# Ulbargen
Ulbargen ist ein Ort in der Gemeinde Großefehn im Landkreis Aurich in Ostfriesland. Zur Ortschaft gehört das 1871 erstmals verzeichnete Dorf Ulbargerfeld.

## Lage und Geologie
Ulbargen liegt etwa zwölf Kilometer südlich der Kreisstadt Aurich unmittelbar an der Bundesstraße 72. Die Entfernung zum nördlichen Nachbarort Mittegroßefehn beträgt etwa zweieinhalb Kilometer.  Der Boden besteht hauptsächlich aus Talsand, unterlagert von Erdmoor, Hochmoor und Gley-Podsol. Insgesamt umfasst die Gemarkung eine Fläche von 4,19 km², die auf Höhen zwischen 2,5 m  3,9 m über Normalnull ansteigen.

## Geschichte
Um 1719 besteht Ulbargen aus 7 Bauernhöfen. Nach Überlieferungen soll hier einst ein Häuptling seinen Wohnsitz gehabt haben. Die außerhalb des Dorfes gelegene Burg soll den Namen Üterborg getragen haben. Noch heute weist ein Straßenname auf die Üterborg hin. Kirchlich war Ulbargen zur Kirchengemeinde Timmel eingepfarrt.
Am 1. Juli 1972 wurde Ulbargen in die neue Gemeinde Großefehn eingegliedert.

## Entwicklung des Ortsnamens
Der Ort wird erstmals als 1599 auf der Ostfriesland-Karte des Ubbo Emmius als Vlberge genannt. Aus dem Jahre 1645 ist die Bezeichnung Ulbergen überliefert. Die heutige Schreibweise ist seit 1824 geläufig. Der Name wird als Zusammensetzung des Begriffs ul oder ol (=Sumpf, Moor) und der niederdeutschen Pluralform von Berg gedeutet. Ulbargen steht demnach für Anhöhen im Moor.

## Einwohnerentwicklung
| Jahr | Einwohnerzahl |
| ---- | ------------- |
| 1821 | 57            |
| 1848 | 66            |
| 1871 | 90            |
| 1905 | 119           |
| 1925 | 148           |
| 1933 | 172           |
| 1939 | 120           |
| 1946 | 168           |
| 1950 | 168           |
| 1961 | 155           |
| 1970 | 171           |

## Politik
Der Ortsrat, der den Ortsteil Ulbargen vertritt, setzt sich aus fünf Mitgliedern zusammen. Die Ratsmitglieder werden durch eine Kommunalwahl für jeweils fünf Jahre gewählt. Die aktuelle Amtszeit begann am 1. November 2021 und endet am 31. Oktober 2026.
Bei der Kommunalwahl 2021 ergab sich folgende Sitzverteilung:
| Ortsrat 2021Insgesamt 5 Sitze - BL: 4 - CDU: 1 |